# Kattisavan (Öreälven)
Kattisavan är en sjö i Lycksele kommun i Lappland och ingår i Öreälvens huvudavrinningsområde. Sjön har en area på 0,114 kvadratkilometer och ligger 221,2 meter över havet. Kattisavan ligger i Öreälven Natura 2000-område.

## Delavrinningsområde
Kattisavan ingår i det delavrinningsområde (714338-163665) som SMHI kallar för Mynnar i Öreälven. Medelhöjden är 259 meter över havet och ytan är 5,62 kvadratkilometer. Det finns inga avrinningsområden uppströms utan avrinningsområdet är högsta punkten. Vattendraget som avvattnar avrinningsområdet har biflödesordning 2, vilket innebär att vattnet flödar genom totalt 2 vattendrag innan det når havet efter 149 kilometer. Avrinningsområdet består mestadels av skog (86 procent). Avrinningsområdet har 0,11 kvadratkilometer vattenytor vilket ger det en sjöprocent på 2 procent.